# DevOps
DevOps је скуп пракси који комбинује развој софтвера (енгл. Software development – Dev) и информатичке операције (енгл. IT operations – Ops). Његов циљ је скратити животни циклус развоја система и омогућити континуирану испоруку висококвалитетног софтвера. DevOps је комплементаран агилном развоју софтвера; неколико DevOps аспеката је произашло из агилне методологије.

## Дефиниција
Академици и практичари нису развили јединствену дефиницију термина „DevOps”.
Из академске перспективе, Лен Бас, Инго Вебер и Лиминг Жу - три истраживача рачунарске науке из Научне и истраживачке организације Комонвелта (CISRO) и Института за софтверско инжењерство - дефинисали су DevOps као „скуп пракси којима се жели смањити вријеме између вршења промјене у систему и постављања промјене у нормалну производњу, истовремено обезбјеђујући висок квалитет”.
Mеђутим, израз DevOps користи се је у више контекста.